# Neopurcellia florensis
Neopurcellia florensis is een hooiwagen uit de familie Pettalidae.